# دوري هونغ كونغ لكرة القدم 1952–53
دوري هونغ كونغ لكرة القدم 1952–53 هو الموسم 8 من دوري هونغ كونغ لكرة القدم ‏. كان عدد الأندية المشاركة فيه 13، وفاز فيه نادي جنوب الصين.